# Mimozyganthus carinatus
Mimozyganthus carinatus är en ärtväxtart som först beskrevs av August Heinrich Rudolf Grisebach, och fick sitt nu gällande namn av Arturo Erhardo Erardo Burkart. Mimozyganthus carinatus ingår i släktet Mimozyganthus och familjen ärtväxter. Inga underarter finns listade i Catalogue of Life.